# Zorgoł
Zorgoł (ros. Зоргол) – wieś w Rosji, w Kraju Zabajkalskim, w rejonie priarguńskim. W 2021 liczyła 301 mieszkańców.